# Conto globale della sicurezza sociale
Il Conto globale della sicurezza sociale (CGSS) è una statistica di sintesi redatto dall'Ufficio federale di statistica, organo della Svizzera. Elaborato con l'ausilio di molteplici fonti statistiche (conti d'esercizio delle assicurazioni sociali, statistica delle finanze pubbliche, statistica svizzera delle assicurazioni sociali (SAS), ecc.), il CGSS informa sulle uscite e il loro finanziamento nell'ambito della sicurezza sociale. Per quanto riguarda le uscite, si rilevano in particolare le prestazioni sociali, mentre per quanto riguarda le entrate vengono considerati i contributi sociali dei datori di lavoro e dei lavoratori, i premi pro capite dell'assicurazione malattie obbligatoria, i contributi pubblici nonché i redditi da capitale. In termini figurati, il CGSS si compone di una sottostruttura e di una sovrastruttura. La prima comprende i valori assoluti delle entrate e delle uscite, mentre la seconda comprende gli indicatori ottenuti dall'elaborazione dei valori assoluti.
Il CGSS consente un raffronto a livello internazionale, poiché si basa sul «Sistema europeo di statistiche integrate della protezione sociale» (SESPROS) elaborato da Eurostat.
Nel 2007, le uscite totali per la sicurezza sociale in Svizzera hanno registrato un incremento, portandosi a 142,4 miliardi di franchi (2006: 137,2 miliardi di franchi). Nello stesso anno, le entrate ammontavano a 167,29 miliardi di franchi. Per il 2008 sono attualmente disponibili dati provvisori: uscite totali pari a 143,6 miliardi, entrate pari a 154,18 miliardi di franchi.

## Basi legali
Le basi legali per il Conto globale della sicurezza sociale sono costituite dal postulato del 17 febbraio 1995 della Commissione della sicurezza sociale e della sanità del Consiglio nazionale nonché dall'articolo 10 capoverso 2 della legge del 9 ottobre 1992 sulla statistica federale.

## Tipo di rilevazione
In Svizzera, i primi tentativi di ottenere una panoramica generale delle finanze della sicurezza sociale risalgono agli anni Settanta e Ottanta. Antecedente diretto dell'attuale statistica di sintesi è il «Budget sociale della Svizzera», elaborato da P. Gilliand e S. Rossini per gli anni 1990 e 1993 nel quadro del progetto del Fondo nazionale svizzero per la ricerca scientifica sul cambiamento delle forme di vita e della sicurezza sociale. Dal punto di vista metodologico, questi lavori si basano sul SESPROS allora in vigore. Nel 1995, S. Greppi ha aggiornato il «Budget sociale della Svizzera». L'anno seguente, Eurostat ha pubblicato un nuovo manuale SESPROS. L'UST ha ripreso fedelmente le linee guida metodologiche di questo nuovo manuale al fine di garantire la comparabilità del CGSS svizzero con i conti globali dei Paesi dell'UE. Le prestazioni che non rientrano nel piano SESPROS sono calcolate e indicate separatamente.

## Caratteristiche rilevate
Vengono elaborati dati relativi alle finanze della sicurezza sociale a livello nazionale, ripartiti per istituzioni (AVS, AI ecc.) ed espressi in milioni di franchi.
Per ora i valori e gli indicatori del CGSS sono disponibili esclusivamente a livello nazionale. Tuttavia, lo stato dei dati consente di rappresentare gran parte delle prestazioni sociali anche a livello cantonale. La maggioranza degli indicatori basati sul CGSS soddisfa anche il criterio della comparabilità internazionale. Attualmente, i raffronti internazionali comprendono anche la maggior parte dei Paesi dell'UE e dell'AELS.

## Realizzazione
Il Conto globale della sicurezza sociale è elaborato ogni anno dall'Ufficio federale di statistica. La pubblicazione dell'anno 2003 presenta l'evoluzione dei dati del CGSS per quasi tutte le rubriche a partire dagli anni cinquanta. Tuttavia, le stime per i decenni dal 1950 al 1990 non sono precise come quelle degli anni successivi.